# Крепость. Щитом и мечом
«Крепость. Щитом и мечом» — российский полнометражный военно-исторический анимационный фильм студии «Мельница» и кинокомпании СТВ, основанный на истории обороны Смоленска. Режиссёром этого фильма стал Фёдор Дмитриев. Сценарий мультфильма был написан Александром Боярским в 2005 году. Премьера мультфильма состоялась 29 октября 2015 года.

## Сюжет
1609 год. Неподалёку от Смоленска встаёт лагерем армия Речи Посполитой во главе с королём Сигизмундом III и гетманом Станиславом Жолкевским. Король рассчитывает взять город в течение нескольких дней и дальше двигаться на Москву. Ночью лагерь поляков обнаруживают двое мальчишек — сирота Сашка и попёнок Фёдор, помогающие в работе пекарю Филимону.
В тот день Сашка был выпорот Филимоном за взорвавшуюся в пекарне бомбу, слепленную мальчишкой из теста. После порки он рассказывает Фёдору о «царе Огненном Щите», которого якобы видели в Москве и появление которого предвещает беду, и подговаривает товарища пойти с ним ночью на кладбище, где, устроив для него пляску, проваливается в просевшую могилу. Выбравшись из неё, перепуганный Сашка вместе с Фёдором убегает с кладбища. Они натыкаются на польский лагерь.
Сашка решается метнуть в лагерь бомбу из теста якобы для того, чтобы подзадержать поляков, а Фёдора посылает в город сообщить, что под городом стоит враг. Сашка бросает бомбу в сидевших вокруг костра поляков, но лишь подпалил штаны одному из сидевших. Они замечают Сашку, и тот бежит со всех ног к крепости. Войдя в крепость, Сашка видит, что город готовится к обороне. Мальчишка знакомится с воеводой Михаилом Борисовичем Шеиным.
Наутро воевода собирает жителей города в ряд с целью определения боевой направленности жителей. Во время определения Сашка нацепил усы, чтобы его тоже взяли на защиту крепости, но Михаил Борисович прошёл мимо него, не обратив никакого внимания. Однако во время обхода выясняется, что друг Сашки Фёдор обучен грамоте, знает азбуку, умеет читать по слогам и писать. Попёнка берут писарем к дьяку Алексею Ивановичу.
Сашка снова решает сделать бомбы из теста, предполагая, что если он их сделает, то его возьмут на военную службу. Ночью Сашка при помощи Фёдора забирается на крышу дома пекаря Филимона и через трубу проникает на кухню, где на столе в деревянном тазу лежало тесто. Филимон просыпается от звуков, исходящих из кухни, берёт светильник и берёзовое полено с печи, с криком врывается на кухню и видит Сашку, похожего на чёрта из-за сажи, которой он перемазался, запрыгнув в дымоход. Филимон в ужасе отходит назад, а Сашка выпрыгивает из пекарни через окно, успев набрать теста и оставив крестящегося пекаря одного.
После происшедшего Сашка с Фёдором добегают до колодца, где они и расстаются. Сашка тайком проникает в Авраамиевские ворота и из бочки набирает мешочек пороха. Внезапно он замечает в бойнице верёвку. Выглянув в окно, Сашка замечает лазутчика в маске, забирающегося по верёвке вверх. Сашка тянет за верёвку, чтобы шпион упал, но тот обрезает верёвку ножом. Караульный обнаруживает Сашку и пытается поймать его за воровство пороха, но мальчишка выкручивается и, ругая охранника за то, что тот проспал лазутчика, убегает на верх башни. Добравшись до верха, Сашка обнаруживает на верёвке серебряный нательный крест.
Утром мальчишка прибегает к Фёдору и показывает ему крест. Попёнок берёт крест, говоря, что эту вещь его просил найти «один хороший человек». В это время поляки начинают обстрел города. Один из вражеских снарядов попадает в дымоход, и он падает прямо на Сашку, но мальчишка успевает увернуться, отпрыгнув от окна, через которое разговаривал с Фёдором. Через непродолжительное время Сашка снова подходит к окну, но Фёдора в светлице уже не оказывается. За шкафом в светлице прятался шпион, убивший Фёдора во время падения дымохода и забравший у мальчика крест.
Сашка бежит под градом снарядов к крепостной стене, где помогает Шеину с пушкой. В это время к Авраамиевским воротам под железным тараном начинают подбираться поляки, чтобы взорвать их. Михаил Борисович решает пойти на хитрость: бросить перед воротами мешок пороха и дать горном польский сигнал, на который должна была пойти вражеская кавалерия, чтобы расстрелять её из пушек, когда она подойдёт к воротам.
Кавалерия ведётся на хитрость и наступает, но вся врезается в закрытые ворота. В этот время Шеин даёт приказ открыть «огонь», но пушки не выстреливают: порох оказывается разбавлен песком, и поляки благополучно возвращаются в лагерь. Воевода зовёт часового, дежурившего ночью. Приводят часового, который, завидев Сашку, сразу говорит, что мальчишка ночью воровал порох. Шеин приказывает запереть Сашку в старой бане. Ночью польский шпион проникает в баню, чтобы убить Сашку. Но уходит, не найдя мальчишки: Сашку вовремя спрятал живший в бане старик, которого мальчишка поначалу принимает за банника.
После штурма король отчитывает Жолкевского за неудавшийся штурм Авраамиевских ворот. Гетман сообщает, что через неделю из Риги прибудет оружие, способное пробить стены Смоленска. В свою очередь кардинал, дядя польского короля, даёт совет Сигизмунду оставить русских без ядер и рассказывает, что под Смоленском много подземных ходов. В катакомбах кардинал встречается со шпионом, просит его вывести из строя литейный завод и даёт ему маску чёрта, чтобы усилить в городе слух о нечистой силе и таким образом спровоцировать панику и беспорядки. Шпион проникает на территорию литейного завода, открывает воду и смывает всю огнеупорную глину, напугав одного из рабочих маской чёрта.
В бане тем временем дед показывает Сашке ход в подземелье и просит, чтобы мальчишка наносил ему оттуда особой глины для печки. Сашка выполняет задание деда и, не обнаружив деда на месте, уходит обратно в катакомбы. Солдат Николай рассказывает Михаилу Борисовичу, что песком было разбавлено восемь мешков пороха, каждый из которых весит по три пуда, то есть Сашка не мог сделать этого. Шеин решает навестить Сашку, но обнаруживает посреди старой бани формовочную глину, необходимую для производства ядер, и приказывает отвести глину на литейный завод.
Сашка выбирается из катакомб через старый колодец. Филимон начинает бегать за ним, и Сашка уходит обратно в подземелье через колодец. Колодец забрасывают камнями. Мальчишка возвращается обратно к деду в старую баню. Дед укладывает его спать.
Польская армия, думая, что ядер в Смоленске уже нет, начинает генеральный штурм. Воевода вместе с армией дают отпор неприятелю.
Ночью дед будит Сашку, и тот отправляется в подземелье. В катакомбах мальчишка замечает горящий фитиль и по нему находит бочки с порохом. Не сумев потушить фитиль, он толкает бочку ко входу в подземелье, где она и взрывается, тем самым спасая одну из башен крепости.
Сашка приходит к дьяку Алексею Ивановичу, чтобы найти Фёдора. Видя на шее дьяка серебряный нательный крест, он понимает, что перед ним тот самый шпион. На вопрос мальчишки, где Фёдор, дьяк заявляет, что того «нет и не будет» и пытается убить Сашку. Мальчишке удаётся бежать, прихватив с собой маску чёрта, выпавшую из сумки дьяка. Воевода приказывает схватить предателя, но дьяк успевает покинуть город. Сашка оплакивает Фёдора.
Во вражеский стан из Риги прибывает гигантская пушка, с помощью которой поляки одним выстрелом пробивают брешь в крепостной стене. Немного позже в Смоленск прибывают послы из Москвы и объявляют об отречении царя Василия Шуйского от престола и приказ заменяющей верховную власть Семибоярщины сдать город Сигизмунду. Шеин обращается к народу, говоря, что одним Смоленском польский король не насытится. В народе отвечают, что готовы пойти за воеводой куда угодно.
Воевода не сдаёт город. Польская пушка рушит крепостные стены, к тому же поляки постоянно меняют её позицию. Без сигнала разведчика попасть в пушку и уничтожить её практически невозможно. Воевода посылает Николая дать сигнал, чтобы показать позицию пушки, а Сашке даёт задание отнести в Москву грамоту. Сашка возвращается к деду попрощаться. Тот даёт ему свёрток в дорогу. Когда Сашка выбегает на улицу, начинается дождь, мальчишка поскальзывается и роняет грамоту, после чего обнаруживает, что ему дали чистый харатейный лист: уверенный в падении города воевода хотел таким образом спасти мальчика. Сашка находит в кустах раненого Николая с незажжённым факелом. Николай показывает, куда поволокли пушку, и отдаёт факел, чтобы Сашка дал сигнал. Факел оказывается отсыревшим от дождя, и зажечь его невозможно. Сашка разворачивает свёрток, данный ему дедом, и обнаруживает стеклянный фонарик со свечой внутри. Мальчишка зажигает фонарик, тем самым выдав место расположения пушки. Прицельными артиллерийскими выстрелами русские уничтожают «Чудо-пушку». Сашка, за которым погнался предатель-дьяк, теряет сознание. Перед ним предстаёт видение: преследующий его дьяк превращается в огромного Чёрного всадника, несущего гибель Смоленску. Но из фонарика на небе возникает «Царь Огненный Щит», который бьётся с Чёрным всадником и поражает его в сердце золотым копьём. «Царь Огненный Щит» подбирает Сашку ладонью и снимает шлем. Мальчишка видит того самого деда из старой бани, который ему помогал. Сашка оказывается в загробном мире, который предстаёт перед ним в виде той самой старой бани, где сирота встречает Фёдора. Федор и Сашка, обнявшись, прощаются друг с другом.
В финале сообщается, что непокорная крепость пала через два года. Спустя восемь лет, в 1619 году, воевода Шеин возвращается из польского плена на Родину. На русско-польской погранзаставе, где проходит обмен военнопленными, воевода узнаёт в одном из встречавших его стрельцов повзрослевшего Сашку.

## В ролях
| Актёр                                          | Роль                                                                               |
| ---------------------------------------------- | ---------------------------------------------------------------------------------- |
| Елена Шульман                                  | Сашка                                                                              |
| Пётр Фёдоров                                   | воевода Михаил Борисович Шеин                                                      |
| Екатерина Гороховская                          | Фёдор                                                                              |
| Вадим Никитин                                  | Дед                                                                                |
| Евгений Стычкин                                | польский король Сигизмунд III                                                      |
| Олег Куликович                                 | дьяк Алексей Иванович / бояре из Москвы                                            |
| Сергей Русскин                                 | Кардинал                                                                           |
| Анатолий Петров                                | польский гетман Станислав Жолкевский / рабочий на глиняном заводе                  |
| Александр Боярский                             | пекарь Филимон / старичок в массовке / рабочий на глиняном заводе (первая реплика) |
| Михаил Хрусталёв                               | солдат Николай / диктор в конце фильма                                             |
| Яков Петров                                    | солдаты и командиры / часовой                                                      |
| Александр Демич Андрей Кузнецов Максим Сергеев | Эпизодические персонажи                                                            |

## Саундтрек
- «Чёрный всадник»

1. Музыка — Михаил Чертищев, К. Ченцов
2. Слова — Александр Боярский
3. Исполняют — Алиса Кожикина

- «Свобода»[5]

1. Музыка — Семён Трескунов, Сергей Походаев, Михаил Чертищев
2. Слова — Семён Трескунов, Сергей Походаев
3. Исполняют — Семён Трескунов, Алиса Кожикина

## Критика

### Россия
Елена Диденко в рецензии на сайте sakhalin.info похвалила мультфильм, назвав его яркой и патриотичной работой и в то же время без лишней жестокости, игривой и одновременно серьёзной. Что, по мнению критика, несомненно вызовет интерес у маленьких зрителей, особенно потому, что главный герой — сам является малолетним ребёнком, которому легко сопереживать. Диденко также похвалила мультфильм за его историчность и подробную демонстрацию работы артиллерии, военной формы русских и польских войск. Несмотря на это критик упрекнула работу за излишнюю «мультяшную» внешность персонажей, которая немного противоречит качественной анимации и «серьёзному сюжету».
Кинокритик Борис Иванов в рецензии на сайте Фильм.ру похвалил мультфильм за его исторический подход, так как битва под Смоленском не принесла России победы и поэтому об этом событии как правило мало вспоминают, однако она значительно повлияла на дальнейший ход войны в пользу русских. С другой стороны, по мнению критика, сюжет получился скомканным и наполненным историческими несостыковками. Иванов остался недоволен появлением неких высших сил — «богов из машины», отметив, что на ход событий всё-таки должны были влиять главные герои. По мнению критика, множество недостатков в сюжете обусловлены тем, что картина сама по себе является «уникальной» и не имеет аналогов, с другой стороны это станет полезным опытом для тех, что в будущем захочет создавать похожие картины и сможет избежать недостатков «Крепости». Иванов также отметил, что поляки в мультфильме показаны достойным образом, без «клише о коварных злодеях». «Да, это комковатый блин. Но прежде всего это уникальный для современной России увлекательный, драматичный, красиво нарисованный и душевный военно-патриотичный мультфильм. Который прославляет наших героев, не унижает иноземных врагов и рассказывает свою взрослую историю так, чтобы она была понятна и близка детям», — заключил критик.

### Белоруссия
В Белоруссии фильм получил неоднозначные отзывы. Так, в обзоре от белорусского сайта «Белорусы и рынок» упоминается недовольство некоторых белорусов тем, что в мультфильме абсолютно отсутствуют войска княжества литовского, которые наравне с польскими войсками принимали участие в осаде Смоленска.

### Польша
Мультфильм «Крепость» стал объектом внимания польских СМИ, которые нарекли мультфильм скандальным и антипольским и были недовольны «убогим» образом короля Сигизмунда. Так на польском сайте Onet редакция вовсе утверждала, что мультфильм создан по заказу русского правительства, как часть информационной войны против запада и Польши.
Анджей Почобут в газете «Gazety Wyborczej» назвал мультфильм «о злых поляках» побуждающим эмоции. Также его озадачил тот факт, что мультфильм вызвал неоднозначную реакцию в Белоруссии.
Камиль Сикора также раскритиковал мультфильм, где «даже дети воюют с поляками», и уверен, что фильм только укрепит дурной имидж Польши в России. Полноценный обзор на мультфильм сделал представитель культурного журнала Esensja, который заметил, что несмотря на явную пророссийскую пропаганду, картина подкупает своей яркой историей с элементами мистицизма, крайне эмоциональной концовкой, качественной анимацией и главным героем, которому невозможно не сочувствовать. Также критик заметил, что история не делит реальность на чёрно-белую, и вней присутствуют как нейтральные польские персонажи, так и отрицательные русские, однако это не отменяет того, что исторические факты искажаются для очернения польской стороны и романтизации русской.

### Великобритания
Ольга Шервуд из сайта BBC написала статью о мультфильме, назвав конец его чудом, которое сразу возвысило картину и над нелюбимым праздником, и над официально насаждаемым новым «православием, самодержавием, народностью», и над деревянным формальным бубнежем о правильном воспитании подрастающего поколения на примерах воинской доблести в духе патриотизма.

## Награды
- 2016 — XX Всероссийский фестиваль визуальных искусств в детском центре «Орлёнок» : Лучшая полнометражная анимационная работа — «Крепость. Щитом и мечом», режиссёр Фёдор Дмитриев[15].
- 2016 — XIII Международный благотворительный кинофестиваль «Лучезарный ангел» в номинации «Анимационное кино» : 3-й приз — «Крепость. Щитом и мечом», режиссёр Фёдор Дмитриев[16].